# Якунчикова, Мария Фёдоровна
Мария Фёдоровна Якунчикова, урождённая Мамонтова (5 (17) апреля 1863, Московский уезд — 6 апреля 1952, Париж) — русская художница в области декоративно-прикладного искусства, специалист по народным художественным промыслам.

## Биография
Дочь представителя купеческой династии: была старшей из детей Фёдора Ивановича (ок. 1837—1874) и Ольги Ивановны (1847—1932) Мамонтовых. Родилась (5 (17) апреля 1863 года) и выросла в родовом подмосковном имении Киреево.
Бракосочетание её с Владимиром Васильевичем Якунчиковым (1855—1916), сыном известного московского предпринимателя В. И. Якунчикова. состоялось летом 1882 года.
В 1890 году вместе с женой С. И. Мамонтова Елизаветой Григорьевной открыла в Москве на Петровке «Магазин русских изделий», в котором принимались заказы на изготовление предметов и вещей художественно-кустарного промысла. В следующем году, приехав в имение своей тётки в село Громок Моршанского уезда, она организовала в соседнем селе Соломинка швейную и вышивальную мастерские, в которых, в том числе и по её образцам, изготавливались художественные вышивки и кружева для отделки оконных гардин, ламбрекенов, а затем — также женские платья и наряды. Продукция мастерских в 1900 году была представлена на Всемирной выставке в Париже, где Якунчикова была награждена французским орденом «Пальм Академик». В 1902 году отдел Якунчиковой на Всероссийской кустарно-промышленной выставке в Таврическом дворце Санкт-Петербурга вновь произвёл большое впечатление, особенно на иностранцев.
В 1912 году М. Ф. Якунчикова решила заняться изготовлением паласных ковров, которые экспонировались на международных выставках в Москве и Париже, где получали первые премии. После этого правительство обязало министерство земледелия выдать 400 тысяч рублей на строительство коврового цеха. На эти деньги было построено большое здание, где разместились ткацкий, вязальный, вышивальный, красильный, пошивочный цеха. Занято было почти все женское население Соломинок. Однако с началом войны в 1914 году производство лишилось управляющих-немцев, и работа прекратилась.
Кроме того, с 1908 года Якунчикова в имении своего дяди Абрамцево руководила столярной и вышивальной мастерскими.
В 1910 году в Пречистенском переулке (д. 10) появился выстроенный ею дом в стиле модерн («Особняк Якунчиковой»). Кроме этого, была известна Якунчикова дача на реке Нара под Наро-Фоминском.
М. Ф. Якунчикова вела благотворительную деятельность. Состояла членом Иверской общины сестер милосердия, Дамского благотворительного тюремного комитета, Попечительского совета Городского женского училища.
В 1923 году вместе с Н. Я. Давыдовой, бывшей в 1917—1923 годах директором московского Кустарного музея, основала «Артель вышивальшиц» в Тарусе Калужской губернии.
В 1928 году эмигрировала. В 1932 году была избрана членом Комитета Московского землячества. Жила в Париже, где основала кустарную художественную мастерскую; свои работы часто жертвовала для благотворительной лотереи на балах «Союза русских судебных деятелей». С 1937 года она — член «Союза ревнителей памяти императора Николая II».
Последние годы жила в Русском старческом доме в Сент-Женевьев-де-Буа, где 6 апреля 1952 года умерла и была похоронена.